# Synagris similis
Synagris similis är en stekelart som beskrevs av Maidl 1914. Synagris similis ingår i släktet Synagris och familjen Eumenidae. Utöver nominatformen finns också underarten S. s. maculata.